# Hana Al-Khamri
Hana Al-Khamri, född 11 maj 1987, är en saudisk-svensk journalist och författare.

## Biografi
Hana Al-Khamri är dotter till jemenitiska migrantarbetare och växte upp i Saudiarabien. Hon inledde sin journalistiska bana på en tidning i Jidda, vars redaktion var könssegregerade. Hon arbetade där i fem år. Sedan 2011 bor hon i Sverige och är verksam som frilansskribent och föreläsare med fokus på politik, kultur, kvinnors rättigheter i Saudiarabien och övriga delar av Mellanöstern. Hon har skrivit för bland annat Dagens Nyheter, Svenska Dagbladet, al-Jazira och The Washington Post. År 2021 debuterade hon som författare med boken Väluppfostrade kvinnor skriver sällan historia – om att vara kvinna och journalist i det könssegregerade Saudiarabien.
Al-Khamri var värd för Sommar i P1 2022. Programmet väckte viss uppmärksamhet när ansvarig utgivare på Sveriges Radio beslutade att klippa bort en jämförelse hon gjorde i programmet mellan den svenske kungen och Saudiarabiens kung. Meningen löd: "Hur kommer det sig att både den svenska kungen, Carl XVI Gustaf, och Saudiarabiens kung Salman bin Saud motsatt sig införandet av kvinnlig tronföljd?". Al-Khamri krävde att Sveriges Radio skulle publicera den version av hennes Sommar-program som innehöll den bortklippta formuleringen, men Sveriges Radio hörsammade henne inte.